# Kreditni posrednik
Kreditni posrednik je pravna ili fizička osoba koja samostalno drugim pravnim i fizičkim osobama omogućuje olakšan pristup kreditnim uslugama koju pružaju kreditori kao treće strane. To uključuje posrednike vezane za jednog ili više međusobno neovisnih pružatelja usluga kreditiranja. 
Kreditni posrednici u Hrvatskoj postoje od srpnja 2010. godine, kada je Ministarstvo financija izdalo prvu trogodišnju dopusnicu za rad. Za dobivanje navedene dopusnice, tvrtke su svoje poslovanje morale uskladiti sa Zakonom o potrošačkom kreditiranju. Neposredno nakon izdavanja prve dozvole, službeno je u NKD-u registrirana nova djelatnost „Posredovanje u potrošačkom kreditiranju“. Registracijom ove nove djelatnosti, tvrtke postaju i obveznice Zakona o sprječavanju pranja novca i financiranja terorizma, po članku 4., stavku 15., alineji g.
Aktualni popis ovlaštenih kreditnih posrednika nalazi se na stranici Ministarstva financija. 